# 슈트 (유튜버)

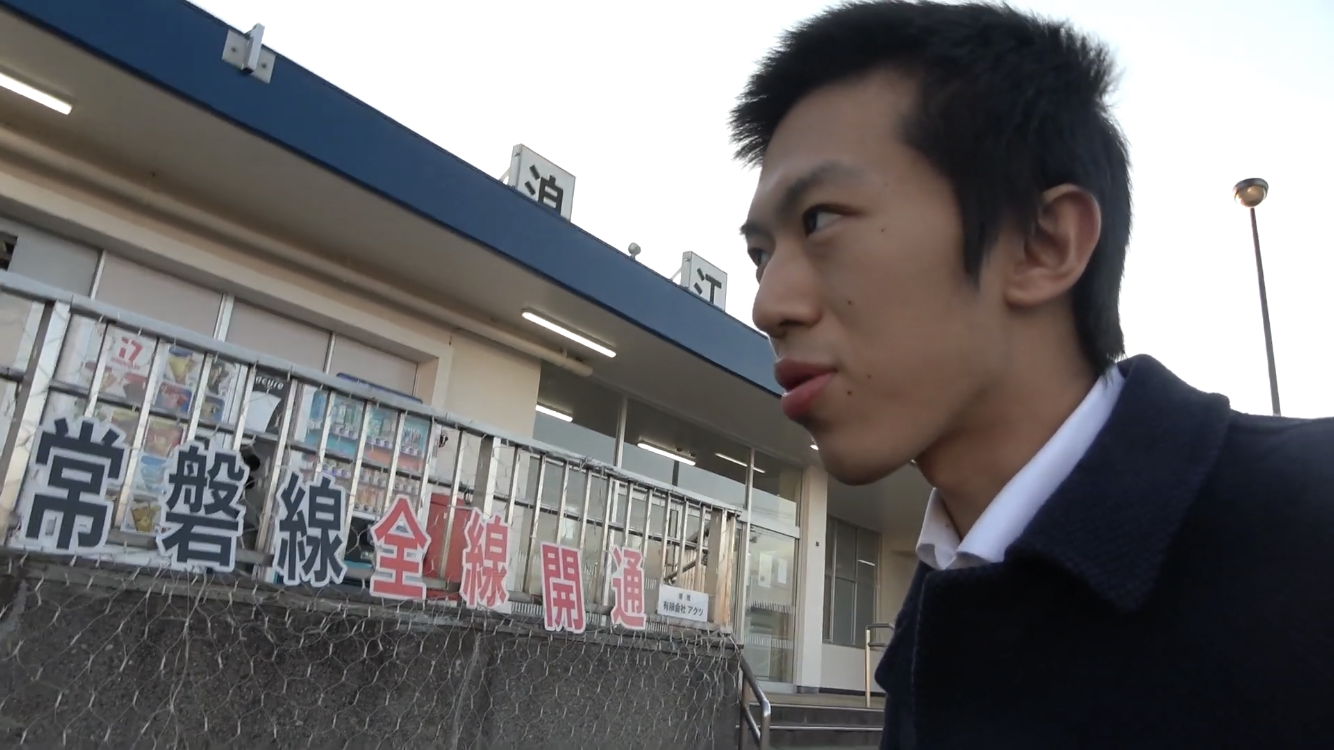
슈트

슈트（일본어: スーツ すーつ[*]、1997년12월10일 - ）하 일본 유튜버.도쿄도 이타바시구 다카시마다이라 출신.본명은 후지타 히로토(藤田裕人).주식회사 AS 이사.
주로 정장 차림으로 동영상에 등장하기 때문에 슈트라는 아이디로 만들었다.
2017년, 「최장 왕복표」여행 동영상 투고를 계기로 본격적인 활동을 개시,2018년 첫 해외여행에 철도와 배로 유럽을 여행하여 세계일주를 달성한.일본 철도 유튜버의 일인자로도 알려진.